# Fuldabrück

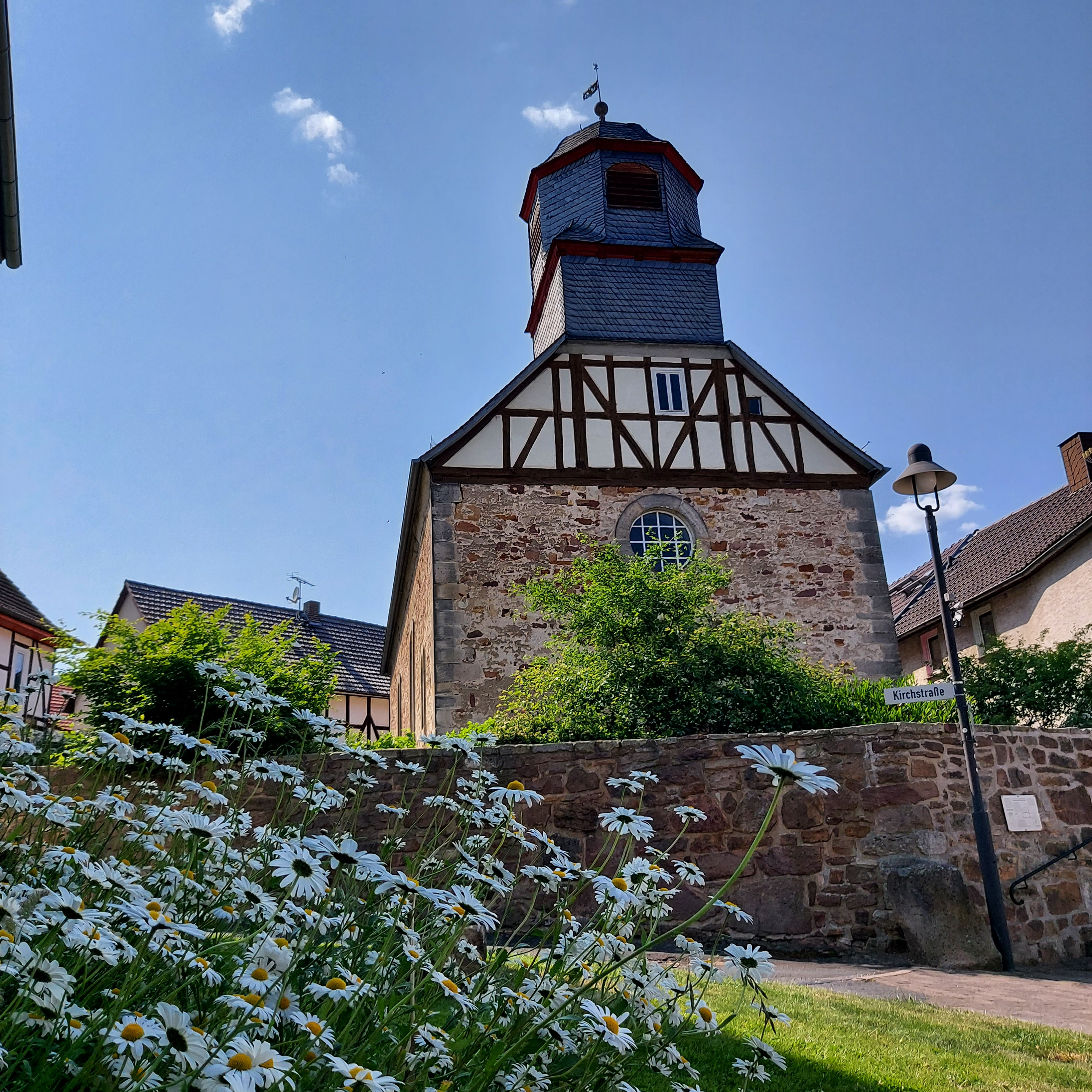
Kirche in Fuldabrück-Dennhausen

Fuldabrück ist eine Gemeinde im Süden des nordhessischen Landkreises Kassel.

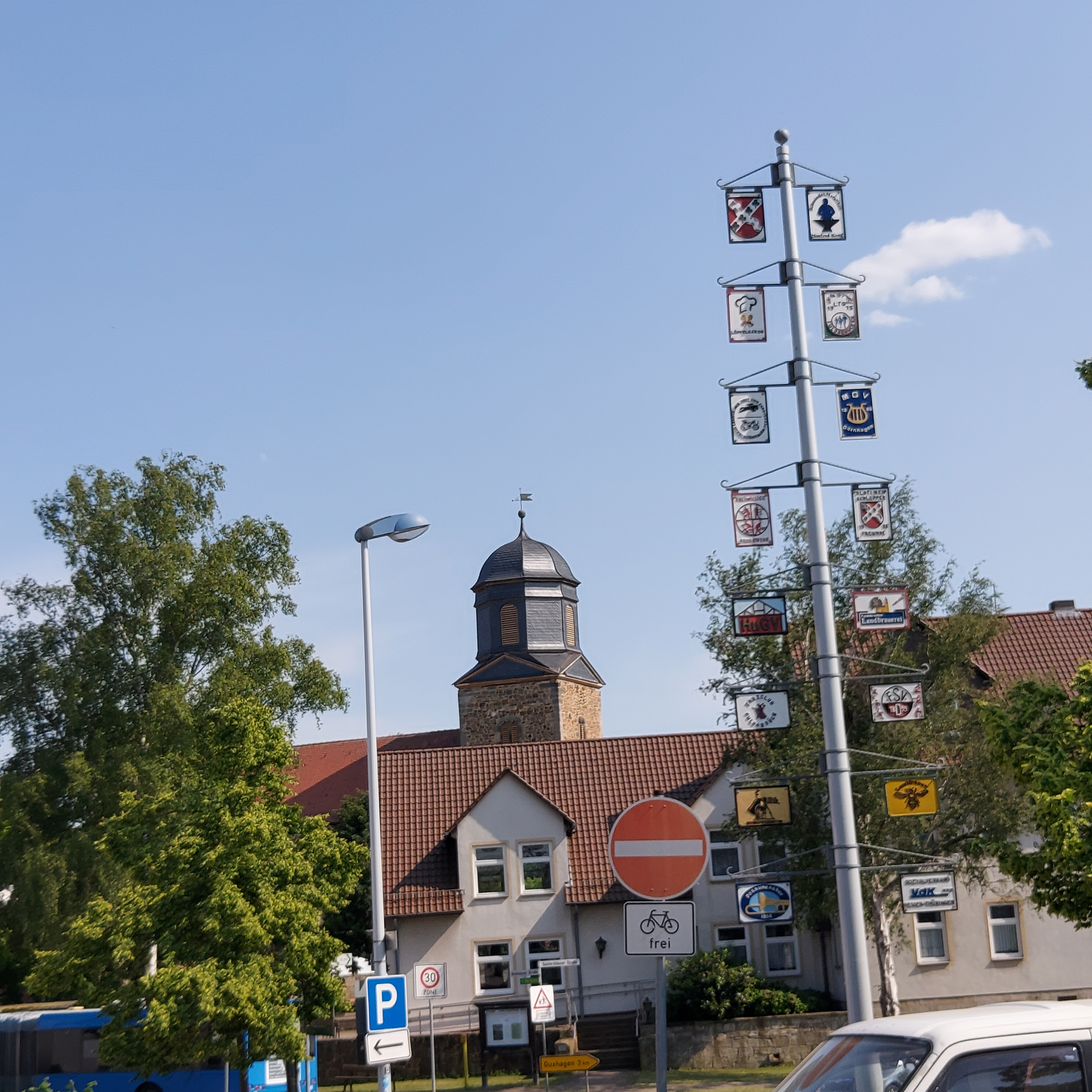
Ortsbild Dörnhagen mit Maibaum 2023

## Geographie

### Lage
Fuldabrück liegt südlich bis südsüdöstlich der nordhessischen Großstadt Kassel. Es befindet sich am Nordwesthang der Söhre, auf der Teile des in das Gemeindegebiet reichenden Geo-Naturparks Frau-Holle-Land (Werratal.Meißner.Kaufunger Wald) liegen. Die Fulda fließt, abwärts betrachtet, direkt an den Ortsteilen Dittershausen, Dennhausen und Bergshausen vorbei; in diesen Weser-Quellfluss mündet bei Dennhausen der aus Richtung des Ortsteils Dörnhagen kommende Rummelsbach.

### Nachbargemeinden
Fuldabrück ist von insgesamt fünf Nachbargemeinden umgeben: Kassel im Nordwesten bis Norden (zum Großteil jenseits der Fulda), Lohfelden im Nordosten, Söhrewald im Osten, Guxhagen im Süden und Baunatal im Westen (jenseits der Fulda).

### Gemeindegliederung
Die Gemeinde besteht aus den Ortsteilen Bergshausen, Dennhausen/Dittershausen und Dörnhagen, wo sich das Rathaus befindet.

## Geschichte

### Gemeindebildung
Fuldabrück entstand aus dem freiwilligen Zusammenschluss der Gemeinden Dennhausen und Dittershausen am 1. Juli 1967. Die damaligen Gemeindevertreter wählten als neuen Gemeindenamen „Fuldabrück“.
Am 1. August 1972 wurden im Rahmen der Gebietsreform in Hessen kraft Landesgesetz die Gemeinden Bergshausen und Dörnhagen der Gemeinde Fuldabrück angegliedert und bildeten dadurch die neue Großgemeinde Fuldabrück. Die Gemeinde hatte 1972 eine Gesamtbevölkerung von 5676 Einwohnern.

### Tischbein-Gemälde
Die im Westen der Gemeinde Fuldabrück liegende Gemarkung Gut Freienhagen wurde auf einem Ölgemälde von Johann Heinrich Tischbein des Älteren festgehalten. Das 1766 geschaffene Bild (heute im Schloss Fasanerie bei Fulda) stellt eine barocke Maifeier des Landgrafen von Hessen-Kassel dar. Im Mittelgrund sind der Fluss Fulda und die Kirche von Bergshausen sowie im Hintergrund die Residenzstadt Kassel zu erkennen.

## Politik

### Gemeindevertretung

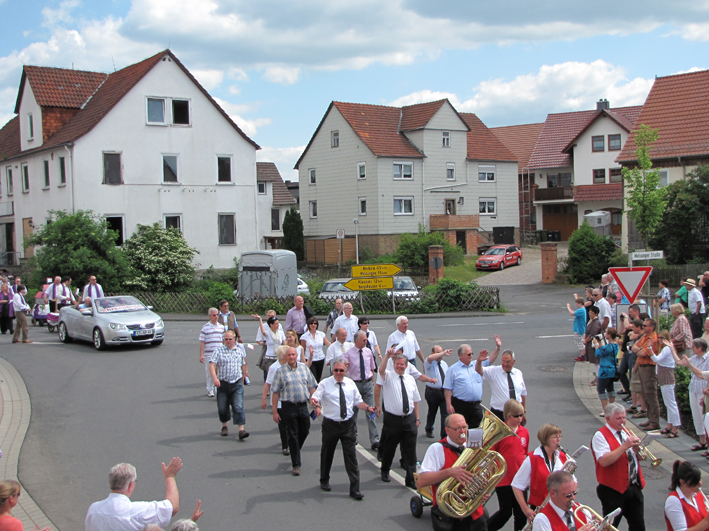
Fuldabrücker Heimatfest 2012 – Die Gemeindevertretung

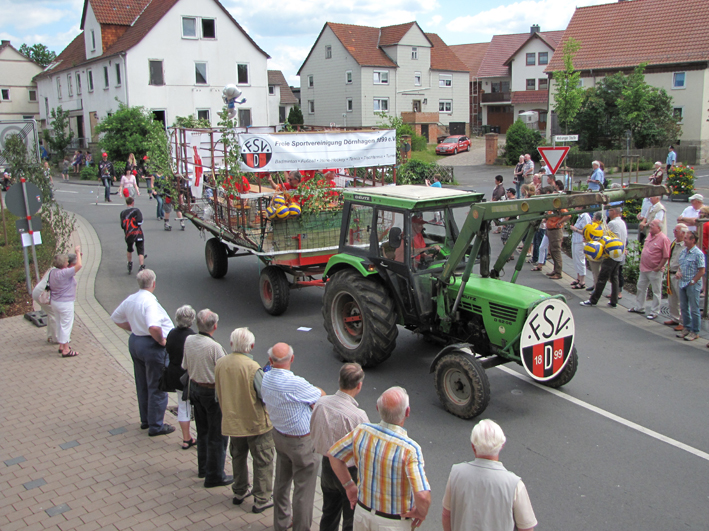
40 Jahre Fuldabrück – Festwagen der FSV Dörnhagen

Die Kommunalwahl am 14. März 2021 lieferte folgendes Ergebnis, in Vergleich gesetzt zu früheren Kommunalwahlen:
| Gemeindevertretung – Kommunalwahlen 2021 | Gemeindevertretung – Kommunalwahlen 2021                                |
| --- | ----------------------------------------------------------------------- |
| Stimmenanteil in %Wahlbeteiligung 56,4 % 706050403020100 51,2 (−9,3)25,7 (+0,5)12,5 (n. k.)7,7 (+0,9)2,9 (n. k.) SPDCDUGrüneUBFdFDP20162021Anmerkungen:d Unabhängige Bürger Fuldabrück | SitzverteilungInsgesamt 23 Sitze - UBF: 2 - SPD: 12 - Grüne: 3 - CDU: 6 |

| Parteien und Wählergemeinschaften | Parteien und Wählergemeinschaften           | % 2021 | Sitze 2021 | % 2016 | Sitze 2016 | % 2011 | Sitze 2011 | % 2006 | Sitze 2006 | % 2001 | Sitze 2001 |
| SPD                               | Sozialdemokratische Partei Deutschlands     | 51,2   | 12         | 60,5   | 16         | 59,2   | 16         | 62,7   | 19         | 62,4   | 19         |
| CDU                               | Christlich Demokratische Union Deutschlands | 25,7   | 6          | 25,2   | 7          | 24,8   | 7          | 32,6   | 10         | 35,9   | 11         |
| Grüne                             | Bündnis 90/Die Grünen                       | 12,5   | 3          | —      | —          | 11,3   | 3          | 1,7    | 1          | 1,7    | 1          |
| UBF                               | Unabhängige Bürger Fuldabrück               | 7,7    | 2          | 6,8    | 2          | —      | —          | —      | —          | —      | —          |
| FDP                               | Freie Demokratische Partei                  | 2,9    | —          | —      | —          | 0,5    | —          | —      | —          | —      | —          |
| AfD                               | Alternative für Deutschland                 | —      | —          | 7,6    | 2          | —      | —          | —      | —          | —      | —          |
| Linke                             | Die Linke                                   | —      | —          | —      | —          | 4,1    | 1          | 3,0    | 1          | —      | —          |
| Gesamt                            | Gesamt                                      | 100,0  | 23         | 100,0  | 27         | 100,0  | 27         | 100,0  | 31         | 100,0  | 31         |
| Wahlbeteiligung in %              | Wahlbeteiligung in %                        | 56,3   | 56,3       | 58,9   | 58,9       | 55,4   | 55,4       | 49,5   | 49,5       | 57,0   | 57,0       |

### Bürgermeister
Nach der hessischen Kommunalverfassung wird der Bürgermeister für eine sechsjährige Amtszeit gewählt, seit dem Jahr 1993 in einer Direktwahl, und ist Vorsitzender des Gemeindevorstands, dem in der Gemeinde Fuldabrück neben dem Bürgermeister ehrenamtlich ein Erster Beigeordneter und sieben weitere Beigeordnete angehören. Bürgermeister ist seit dem 12. Juli 2023 der parteiunabhängig angetretene Andreas Damm, der in der Kommunalpolitik bis dahin Fraktionsvorsitzender der CDU war. Er wurde als Nachfolger von Dieter Lengemann (SPD), der nach drei Amtszeiten nicht wieder kandidiert hatte, am 26. März 2023 in einer Stichwahl bei 55,07 Prozent Wahlbeteiligung mit 56,55 Prozent der Stimmen gewählt.
Amtszeiten der Bürgermeister
- 2023–2029 Andreas Damm[12]
- 2005–2023 Dieter Lengemann (SPD) (* 1959)[13]
- 1982–2005 Wilhelm Müller (SPD)
- 1967–1982 Heinz Bialecki (SPD) (1940–2005)[16]

### Wappen
| Wappen von Fuldabrück | Blasonierung: „Im roten Schild einen silbernen, schrägrechten Wellenbalken, das Ganze überdeckt von einem silbernen, mit vier grünen Kleeblättern belegten Schräglinksbalken.“ |
| Wappen von Fuldabrück | Das Wappen wurde am 22. Dezember 1978 durch das Hessische Ministerium des Innern genehmigt.                                                                                    |

### Partnerschaft
- St. Johann in Tirol

## Wirtschaft und Infrastruktur

### Wirtschaftsstruktur
Die Zahl der Arbeitsplätze wurde in den vergangenen 20 Jahren von 1500 auf 3500 gesteigert. (Stand 2017)
Im Dreieck Fuldabrück-Bergshausen, Kassel-Waldau und Lohfelden befindet sich das 80 Hektar große Güterverkehrszentrum (GVZ) Kassel, dessen Herzstück ein Umschlagterminal der Deutschen Bahn AG mit zwei zuglangen Gleisen ist und welches von der DB Intermodal angemietet ist. Von der Gesamtfläche des GVZ Kassel befinden sich mehr als zwei Drittel im Gemarkungsbereich der Gemeinde Fuldabrück.

### Verkehr
Fuldabrück liegt an den Autobahnen Bundesautobahn 7 und Bundesautobahn 44. Die Bundesautobahn 44 überquert Fuldabrück mittels der Fuldatalbrücke Bergshausen. Südöstlich von Fuldabrück treffen sich beide Autobahnen am Südkreuz Kassel. Die Gemeinde kann über die A-7-Anschlussstellen Guxhagen und Kassel, aber auch über die Landesstraße 3460 (früher Bundesstraße 83; Kassel–Bergshausen–Dörnhagen), die direkt am Ortsteil Bergshausen vorbei sowie durch Dörnhagen führt, erreicht werden.
Die Schnellfahrstrecke Hannover–Würzburg führt, unter anderem mit der Fuldatalbrücke Fuldabrück, durch das Gemeindegebiet; der nächstgelegene Haltepunkt an dieser Strecke ist der Bahnhof Kassel-Wilhelmshöhe.
Durch das Gemeindegebiet führen folgende Radwanderwege: Der Fulda-Radweg (Hessischer Radfernweg R1) verläuft auf 260 km Länge von den Höhen der Rhön entlang der Fulda bis Bad Karlshafen an die Weser. Die D-Route 9 (Weser-Romantische Straße) führt auf 1197 km Länge von der Nordsee durch Bremen, Kassel, Fulda und das Taubertal nach Füssen im Allgäu.

## Baudenkmäler

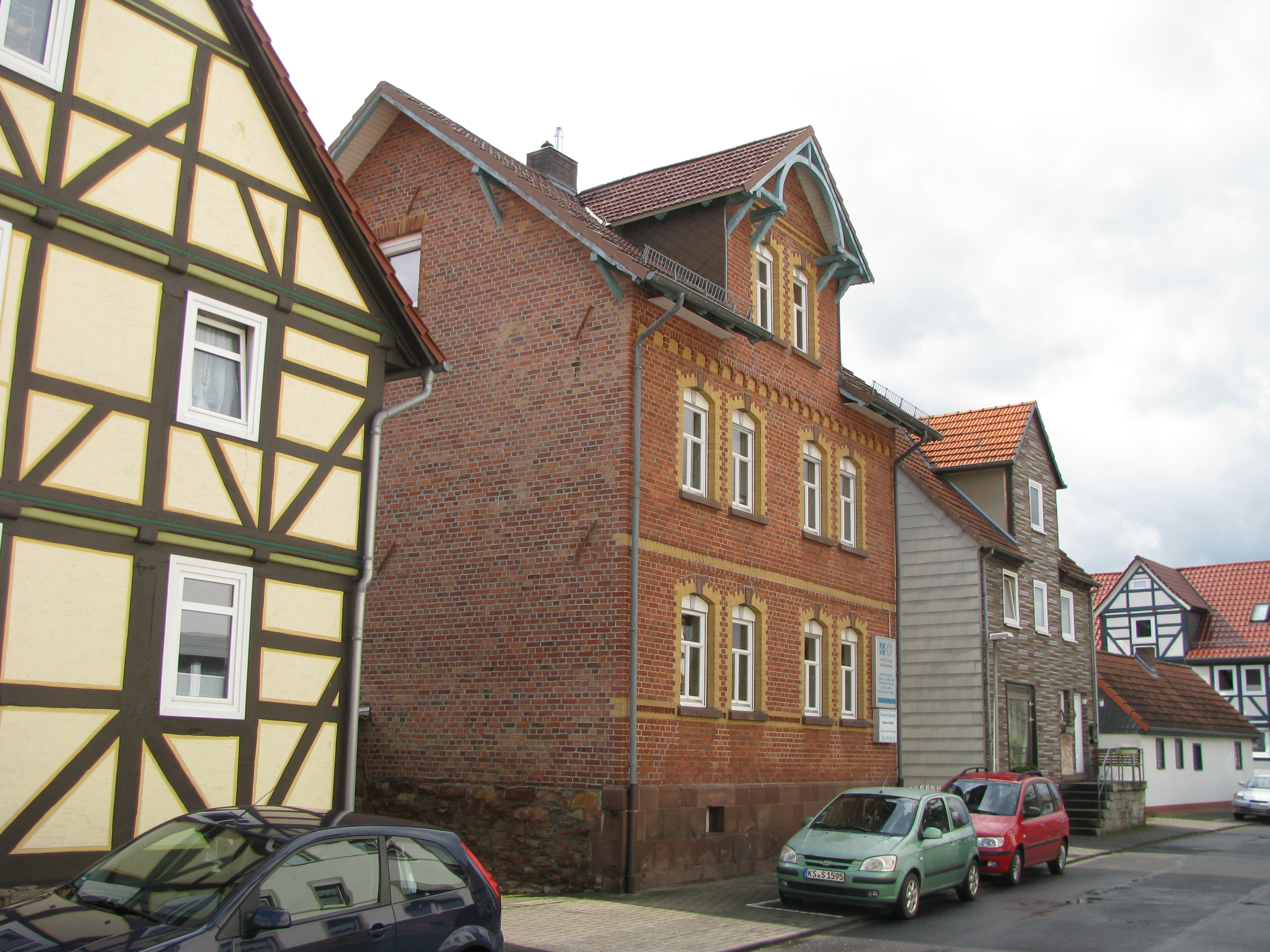
Wohnhaus in rotem Backstein und mit schmuckvollem Zwerchhaus, Bergshausen

In den Ortsteilen Bergshausen, Dennhausen, Dittershausen und Dörnhagen gibt es zahlreiche Kulturdenkmäler.

## Persönlichkeiten
- Arnold Sinning (1822–1900), Gutsbesitzer und Abgeordneter des Provinziallandtages der Provinz Hessen-Nassau
- Nikolaus Hubach (1825–1886), Bürgermeister und Abgeordneter des Kurhessischen Kommunallandtages
- Carl Sinning (1850–1923), Gutsbesitzer und Abgeordneter des Provinziallandtages der Provinz Hessen-Nassau
- Franz Arnold Sinning (1858–1902), Gutsbesitzer und Abgeordneter des Provinziallandtages der Provinz Hessen-Nassau
- Herbert Günther (1929–2013), Jurist und Politiker
- Ludwig Müller (1932–2022), Leichtathlet